# Wisden Cricketers’ Almanack

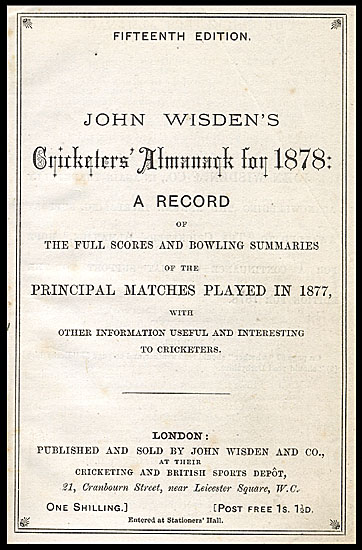
Wisden 1878 Edition

Wisden Cricketers’ Almanack, oft kurz Wisden oder die Bibel des Cricket genannt, ist ein berühmtes jährlich im Vereinigten Königreich erscheinendes Nachschlagewerk über den Cricketsport.

## Geschichte
Der Almanach erschien das erste Mal im Jahre 1864, herausgegeben von dem englischen Cricketspieler John Wisden. Seit der sechsten Ausgabe führt das Jahrbuch den jetzigen Titel. Es ist damit das am längsten ununterbrochen erscheinende Sportjahrbuch der Welt.
In den mehr als 150 Jahren seines Erscheinens hat Wisden bislang nur 17 Herausgeber gehabt. Der Verlag gehörte lange zum Pressekonzern von Robert Maxwell, wurde 1993 jedoch von Sir Paul Getty aufgekauft.
Das Sammeln von alten Ausgaben des Wisden ist ein beliebtes Hobby von Cricketfans. Für alte Ausgaben oder solche aus der Zeit der Weltkriege werden auf Auktionen hohe Preise gezahlt, sie können heute als Faksimile gekauft werden.

## Inhalt
Der Wisden Cricketers’ Almanack ist ein kleinformatiges, aber sehr dickes Buch mit rund 1.500 Seiten, das jeweils im April erscheint. Die Buchdecke ist seit der 75. Ausgabe im Jahre 1938 unverändert in hellem Gelb gehalten.
Der Aufbau ist seit vielen Jahren stets identisch:
- Die ersten rund einhundert Seiten enthalten Kommentare zu Cricket-bezogenen Themen, darunter die „Anmerkungen des Herausgebers“, die oft ausführlich unter Cricket-Enthusiasten diskutiert werden.
- Auszeichnungen, darunter die seit 1889 benannten Wisden Cricketers of the Year
- Rekorde und Statistiken, die im Cricket stets von besonderer Bedeutung sind.
- Cricket in England; die detaillierten Spielberichte und Ergebnislisten sämtlicher Test Matches, One-Day Internationals, First-Class-Matches und League-A-Matches des vergangenen Jahres in England sowie Zusammenfassungen weiterer Spiele nehmen den größten Teil des Buches ein.
- Cricket in anderen Ländern; detaillierte Spielberichte und Ergebnislisten sämtlicher Test Matches und One-Day-Internationals sowie eine Zusammenfassung der dortigen First Class Matches
- Geschichte und Cricket-Regeln
- Buchkritiken und die besonders geschätzten Nekrologe
- eine Liste der Spiele der nächsten Saison in England

## Wisden Australia
Für das australische Cricket erschien von 1998 bis 2005 der Wisden Cricketers’ Almanack Australia, der sich in Form und Inhalt an die englische Version anlehnte.